# آلکینو (شهرستان چیشمینسکی، باشقیرستان)
آلکینو (انگلیسی: Alkino, Chishminsky District, Republic of Bashkortostan) یک شهرک در شهرستان چیشمینسکی در استان باشقیرستان کشور روسیه است.